# Ko stari pojejo, mladi piskajo (Jordaens, Antwerpen)
Ko stari pojejo, mladi piskajo je slika Jacoba Jordaensa iz leta 1638-1640, olje na platnu, ki je zdaj v Kraljevskem muzeju likovnih umetnosti Antwerpen. S tem naslovom je naslikal več del, to je najzgodnejše od njih, medtem ko je drugo zdaj v Valenciennesu.

## Zgodovina
Slika je izraz starodavnega nizozemskega pregovora »Soo d'oude song soo pepen de jong«  Pregovor lahko preberemo tudi na vrhu dela. Pomeni, da se mladi vedno zgledujejo po starih. Jacob Jordaens je v svoji karieri večkrat upodobil pregovor. Ta slika, podpisana leta 1638, je najzgodnejša znana različica.

## Opis
Slika prikazuje domači prizor družine za postavljeno mizo. V sredini mati sedi z otrokom v naročju. Na desni si babica nadene očala, da prebere besedilo pesmi in zapoje. Na levi strani dedek sedi v naslonjaču in poje skupaj s pesmarico v roki. Zadaj oče piha z vso močjo na gajde. Glasbe ne ustvarjajo samo starejši, sodelujejo tudi otroci. Otrok piha na piščalko ropotulje, njegov veliki brat pa igra na piščal. Tudi pes je ob zvoku glasbe zasul ušesa.
Jordaens je v tej družinski sceni verjetno upodobil znance iz svoje okolice. V starcu prepoznamo Adama van Noorta, slikarskega mentorja in tasta. Jordaens je Van Noorta narisal v različnih študijah, s katerimi ga je bilo lažje prepoznati. Glede ostalih figur je manj gotovosti. Predlagano je bilo, da bi lahko bil igralec gajd sam Jordaens.